# Tướng lĩnh Quân đội nhân dân Việt Nam
Tướng lĩnh Quân đội nhân dân Việt Nam là những sĩ quan trong Quân đội nhân dân Việt Nam mang quân hàm cấp tướng .

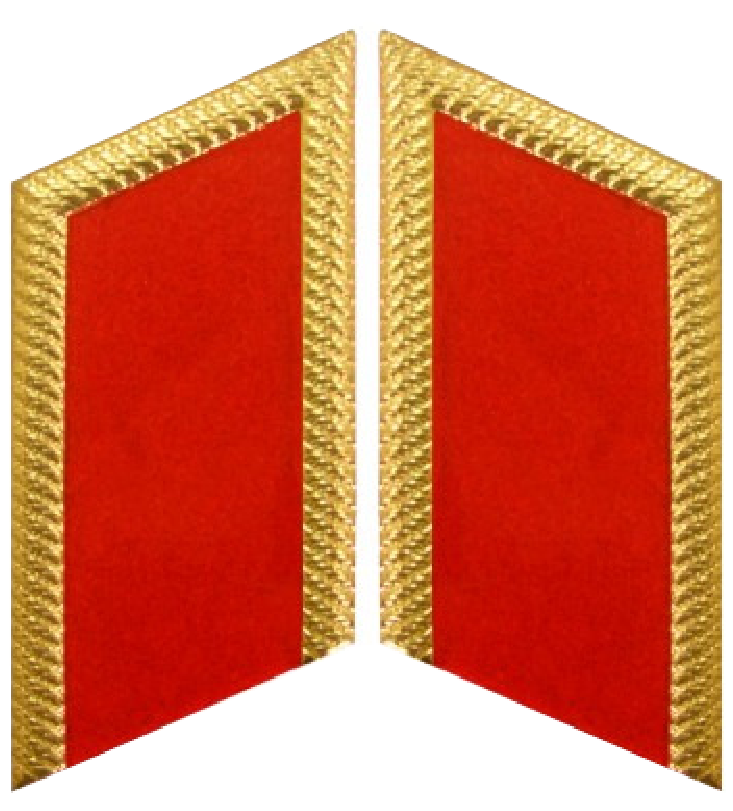
Phù hiệu cổ áo tướng Lục quân Quân đội nhân dân Việt Nam
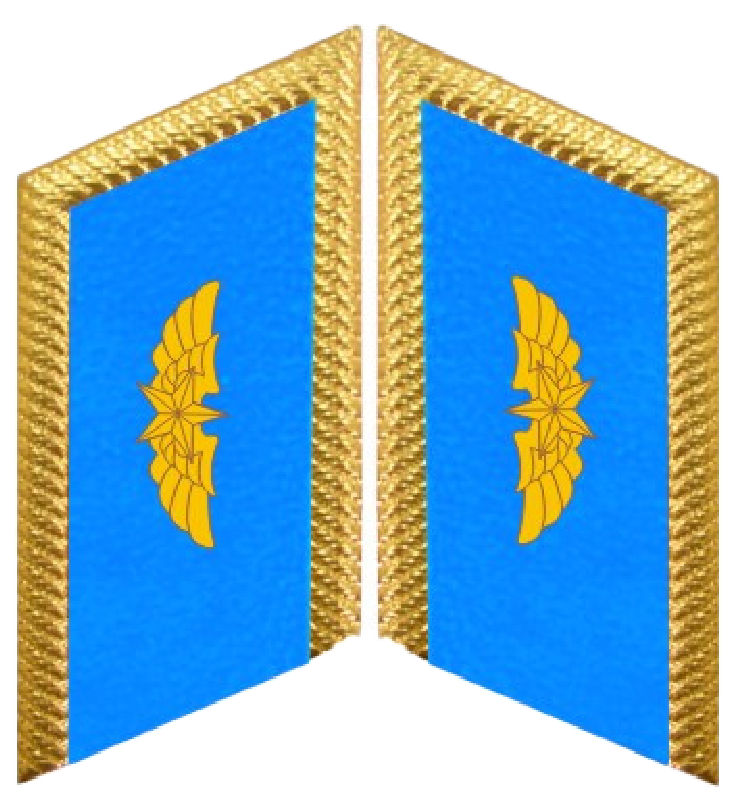
Phù hiệu cổ áo tướng Không quân nhân dân Việt Nam
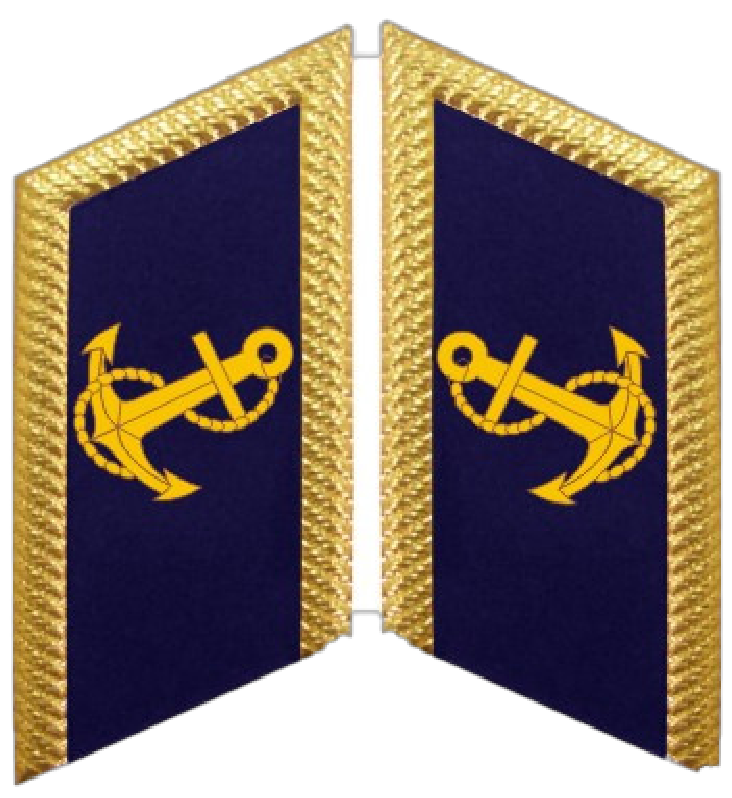
Phù hiệu cổ áo tướng Hải quân nhân dân Việt Nam
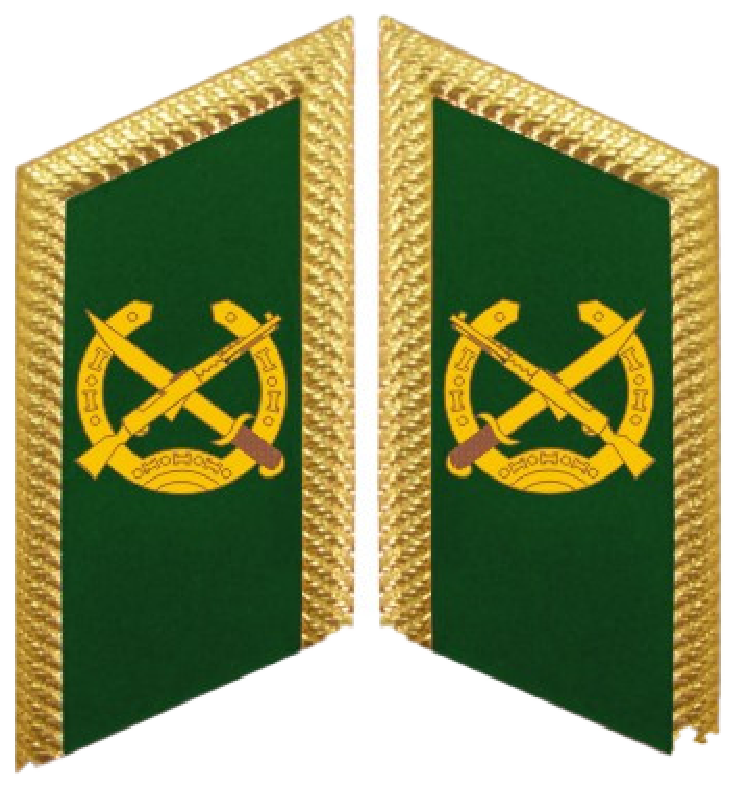
Phù hiệu cổ áo tướng Bộ đội Biên phòng Việt Nam
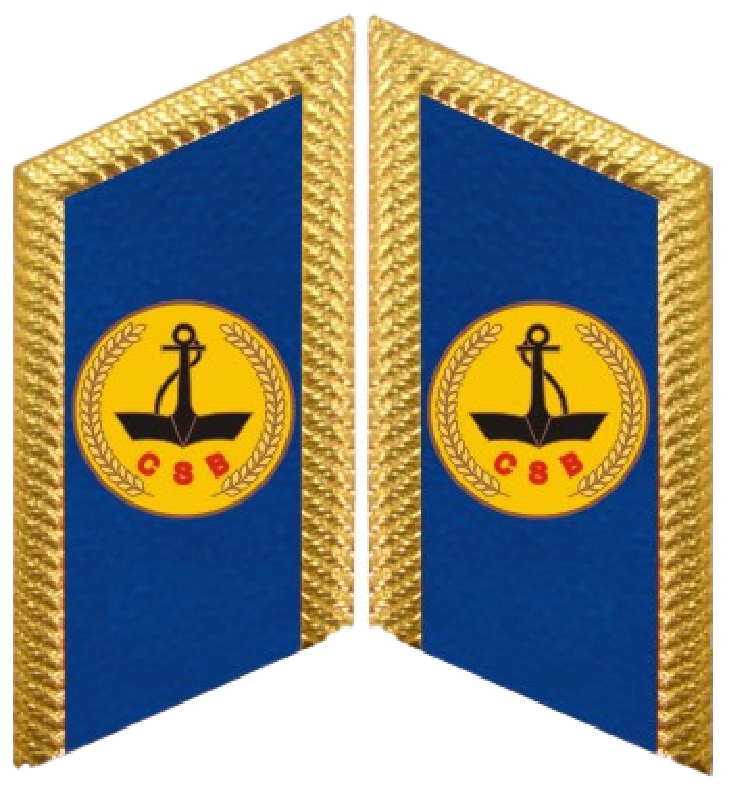
Phù hiệu cổ áo tướng Cảnh sát biển Việt Nam

Hiện nay, căn cứ theo Điều 88 Hiến pháp Việt Nam 2013, các cấp hàm tướng lĩnh và đô đốc đều do Chủ tịch nước, kiêm Chủ tịch Hội đồng Quốc phòng và An ninh Quốc gia quyết định phong, thăng, giáng, tước quân hàm.

## Danh sách tướng lĩnh
|  | Đại tướng:                                            |
|  | Bài chi tiết: Đại tướng Quân đội nhân dân Việt Nam    |
|  | Thượng tướng:                                         |
|  | Bài chi tiết: Thượng tướng Quân đội nhân dân Việt Nam |
|  | Trung tướng:                                          |
|  | Bài chi tiết: Trung tướng Quân đội nhân dân Việt Nam  |
|  | Thiếu tướng:                                          |
|  | Bài chi tiết: Thiếu tướng Quân đội nhân dân Việt Nam  |

## Lịch sử hình thành

### Tướng lĩnh đầu tiên
Cấp bậc tướng lĩnh hiện đại của Việt Nam được thành lập theo Sắc lệnh số 33/SL ngày 22 tháng 3 năm 1946. Theo đó, cấp bậc Tướng gồm 3 cấp từ thấp đến cao là Thiếu tướng, Trung tướng và Đại tướng. Quy định về chức vụ và cấp hiệu của tướng lĩnh cũng được ghi chi tiết trong Sắc lệnh này.
| Cấp hiệu | Cấp bậc     | Mô tả |
| -------- | ----------- | --- |
|          | Thiếu tướng | Trong Quân đội Quốc gia Việt Nam (1946-1958), Thiếu tướng thường đảm nhiệm các vị trí chỉ huy gồm Sư đoàn trưởng hoặc Liên đoàn phó.  |
|          | Trung tướng | Trong Quân đội Quốc gia Việt Nam (1946-1958), Trung tướng thường đảm nhiệm các vị trí chỉ huy gồm Liên đoàn trưởng hoặc Tập đoàn phó. |
|          | Đại tướng   | Trong Quân đội Quốc gia Việt Nam (1946-1958), Đại tướng thường đảm nhiệm vị trí Tập đoàn trưởng.                                      |

Trên thực tế, trừ một số sĩ quan sơ và trung cấp làm công tác ngoại giao, hệ thống quân hàm không được áp dụng. Đối với cấp tướng, một ngoại lệ là trường hợp tướng Lê Thiết Hùng, Tổng chỉ huy Quân đội Tiếp phóng Việt Nam, với cấp bậc Thiếu tướng, được ghi nhận qua Sắc lệnh số 185/SL ngày 24 tháng 9 năm 1946.
Một số tài liệu còn ghi chép, trước đó, ngày 5 tháng 8 năm 1948, chính phủ Việt Nam Dân chủ Cộng hòa từng có quyết định truy phong cấp Thiếu tướng cho Dương Văn Dương, Khu bộ phó Khu 7, đã hy sinh ngày 20 tháng 2 năm 1946 tại chiến trường Nam Bộ.

### Phong hàm tướng lần đầu tiên

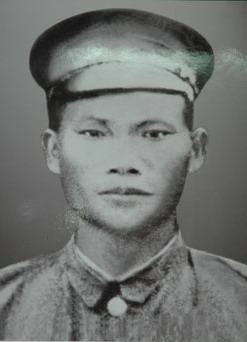
Tướng lĩnh Quân đội nhân dân Việt Nam
Phùng Chí Kiên
Ủy viên Thường vụ Trung ương Đảng, phụ trách quân sự

Ngày 23 tháng 9 năm 1947, Chủ tịch Hồ Chí Minh đã ký Sắc lệnh số 89/SL truy phong cấp tướng cho đồng chí Phùng Chí Kiên (hy sinh năm 1941), nhưng không ghi rõ bậc. Đây là sắc lệnh phong tướng đầu tiên của Nhà nước ta.
Trong giai đoạn này, do hệ thống quân hàm vẫn chưa được áp dụng, nên vẫn không có chỉ huy cao cấp nào được phong quân hàm cấp tướng trong lực lượng Quân đội Quốc gia Việt Nam (tức Quân đội nhân dân Việt Nam từ sau năm 1950), kể cả Tổng Chỉ huy Quân đội Quốc gia Việt Nam Võ Nguyên Giáp.
Mãi đến ngày 20 tháng 1 năm 1948, Chủ tịch Hồ Chí Minh đã ký liên tiếp 3 sắc lệnh phong cấp tướng cho 5 chỉ huy và 3 cán bộ chính trị quân sự cao cấp, gồm Tổng Chỉ huy Quân đội Quốc gia và dân quân tự vệ Võ Nguyên Giáp (cấp Đại tướng), Tổng Tham mưu trưởng Quân đội quốc gia Việt Nam Hoàng Văn Thái, Khu trưởng Chiến khu 1 Chu Văn Tấn, Khu trưởng Chiến khu 2 Hoàng Sâm, Khu trưởng Chiến khu 4 Nguyễn Sơn, Trưởng phòng kiểm tra Cán bộ Trần Tử Bình, Cục trưởng Chính trị Văn Tiến Dũng, Chính trị ủy viên Chiến khu 2 Lê Hiến Mai (đều cấp Thiếu tướng). Ngày 25 tháng 1, ông ký thêm 2 sắc lệnh nữa để phong cấp tướng cho Khu trưởng Chiến khu 7 Nguyễn Bình (cấp Trung tướng) và Cục trưởng Quân giới Trần Đại Nghĩa (cấp Thiếu tướng). Ngày 28 tháng 5 năm 1948, lễ phong tướng đầu tiên của Nhà nước Việt Nam Dân chủ Cộng hòa được tổ chức tại Việt Bắc, phong cấp cho 8 tướng lĩnh. Riêng Thiếu tướng Nguyễn Sơn đang ở Khu 4 không tham dự, mà được phái viên Phạm Ngọc Thạch thay mặt Chủ tịch nước trao tặng sau đó ít lâu. Nếu tính luôn tướng Lê Thiết Hùng (được chính thức hóa cấp bậc Thiếu tướng ngày 7 tháng 7 năm 1948), khi đó Việt Nam có tổng cộng 12 sĩ quan cấp tướng.

### Tướng chiến trường và tướng ngoại giao
Sau chiến thắng Điện Biên Phủ, thêm 2 quân nhân được thăng lên cấp Thiếu tướng là Đại tá Vương Thừa Vũ, Đại đoàn trưởng Đại đoàn 308, và Đại tá Phan Trọng Tuệ, Quyền Trưởng đoàn đại biểu Bộ Tổng Tư lệnh Quân đội nhân dân Việt Nam trong Ủy ban Liên hợp đình chiến Trung ương.

### Cải tổ
Sau khi nắm quyền kiểm soát miền Bắc, chính quyền Việt Nam Dân chủ Cộng hòa đã tăng cường cải tổ Quân đội Nhân dân Việt Nam theo hướng chính quy hiện đại. Theo Luật Quy định chế độ phục vụ của Sĩ quan Quân đội nhân dân Việt Nam ngày 31 tháng 5 năm 1958, cấp tướng lĩnh gồm 4 cấp, từ thấp đến cao là Thiếu tướng, Trung tướng, Thượng tướng và Đại tướng. Cấp bậc Thượng tướng lần đầu tiên được quy định là cấp bậc giữa Đại tướng và Trung tướng (trước đó 2 cấp bậc này liền kề nhau). Nghị định 307-TTg ngày 20 tháng 6 năm 1958 quy định bổ sung về cấp hiệu mới, theo đó, quân hàm tướng lĩnh có nền vàng và số lượng từ 1 đến 4 ngôi sao vàng theo cấp bậc (trước đó, cấp hiệu tướng lĩnh có nền đỏ, có từ 1 đến 3 ngôi sao vàng).
Ngày 22 tháng 12 năm 1958, Lễ trao quân hàm cho cán bộ cấp cao toàn quân lần đầu tiên được tổ chức tại Phủ Chủ tịch (Hà Nội). Hầu hết các sĩ quan được phong hàm đợt này ở cấp Đại tá và Thượng tá. Các tướng lĩnh được trao quân hàm đều là chính thức hóa cấp bậc từ trước. Bấy giờ, 2 tướng lĩnh đầu tiên là Trung tướng Nguyễn Bình đã hy sinh và Thiếu tướng Nguyễn Sơn đã qua đời vì bệnh. Mãi đến ngày 31 tháng 8 năm 1959, Chủ tịch Hồ Chí Minh đã ký Sắc lệnh số 036/SL, thăng phong quân hàm cho 16 cán bộ cao cấp công tác trong quân đội, gồm 1 Đại tướng (Nguyễn Chí Thanh), 2 Thượng tướng (Chu Văn Tấn, Văn Tiến Dũng), 4 Trung tướng (Nguyễn Văn Vịnh, Hoàng Văn Thái, Trần Văn Trà, Song Hào) và 9 Thiếu tướng (Trần Văn Quang, Lê Quang Đạo, Nguyễn Thanh Bình, Trần Sâm, Bằng Giang, Nguyễn Trọng Vĩnh, Hoàng Minh Thảo, Lê Chưởng, Lê Quang Hòa). Các tướng lĩnh mới thụ phong được trao quân hàm trong buổi lễ tổ chức 1 ngày sau đó, ngày 1 tháng 9 năm 1959. Tính đến hết thập niên 1950, gộp cả 12 tướng lĩnh còn sống thì đến thời điểm đó, Quân đội nhân dân Việt Nam có chưa đến 30 tướng lĩnh.
Cho đến tận năm 1974, dù biên chế quân đội liên tục mở rộng để phù hợp hoàn cảnh chiến tranh vừa củng cố miền Bắc vừa tăng viện cho miền Nam, nhưng số lượng tướng lĩnh được thăng phong thêm không nhiều, trong hầu hết thời gian chỉ xấp xỉ 30 người. Thiệt hai nhân sự cấp cao nhất trong giai đoạn này là Đại tướng Nguyễn Chí Thanh, qua đời vì bệnh tại Hà Nội giữ năm 1967.

## Số lượng tướng lĩnh
Theo Luật Sĩ quan Quân đội nhân dân Việt Nam năm 2024 (sửa đổi, bổ sung) thì Quân đội nhân dân Việt Nam được phép có tối đa 415 tướng.
Năm 2014, quân đội có 489 sĩ quan cấp tướng. So với năm 1975 có số tướng lĩnh là 36, đã tăng gấp 13 lần.

### Giai đoạn từ 2011 - 2016[14]
Có 194 sĩ quan Quân đội nhân dân được Chủ tịch nước thăng quân hàm cấp tướng. Trong đó:
- 17 Trung tướng, Phó Đô đốc được thăng quân hàm Thượng tướng, Đô đốc.
- 02 Thượng tướng được thăng quân hàm Đại tướng.

### Giai đoạn từ 2016 - 2021[15]
Có 400 sĩ quan được Chủ tịch nước ký quyết định thăng quân hàm cấp tướng gồm:
- 319 từ Đại tá lên Thiếu tướng, Chuẩn Đô đốc (1 trường hợp truy thăng).
- 71 từ Thiếu tướng, Chuẩn Đô đốc lên Trung tướng, Phó Đô đốc.
- 09 từ Trung tướng, Phó Đô đốc lên Thượng tướng.
- 01 từ Thượng tướng lên Đại tướng.

## Danh sách Chức vụ được phong tướng
- Theo quy định tại Luật Sĩ quan Quân đội nhân dân Việt Nam sửa đổi, bổ sung năm 2024[16].

## Thông tin thêm

### Nữ tướng
Tới nay đã có 9 phụ nữ được phong tướng trong Quân đội nhân dân Việt Nam:
1. Nguyễn Thị Định, nữ tướng đầu tiên, Phó Tư lệnh Quân giải phóng Miền Nam Việt Nam.
2. Nguyễn Hồng Giang, thăng hàm Thiếu tướng năm 2007, nguyên Chính ủy Bệnh viện Trung ương Quân đội 108.
3. Lê Thu Hà, thăng hàm Thiếu tướng năm 2009, Trung tướng năm 2014, Chính ủy Bệnh viện Trung ương Quân đội 108.
4. Hồ Thủy (thăng hàm tháng 12 năm 2011), Giám đốc Bảo hiểm xã hội Bộ Quốc phòng.
5. Nguyễn Thị Thanh Hà, thăng hàm Thiếu tướng năm 2013, Chính ủy Viện Y học Cổ truyền Quân đội.
6. Bùi Thị Lan Phương, thăng hàm Thiếu tướng năm 2020, Ủy viên Ủy ban kiểm tra Quân ủy Trung ương.
7. Nguyễn Hoàng Ngọc, thăng hàm Thiếu tướng năm 2022, Phó giám đốc Bệnh viện Trung ương Quân đội 108.
8. Phùng Thị Phú, thăng quân hàm Thiếu tướng năm 2024, Phó Cục trưởng Cục Quân huấn - Nhà trường.
9. Phan Thị Hoài Vân, thăng quân hàm Thiếu tướng tháng 7/2025, Phó Chủ nhiệm Tổng cục Công nghiệp Quốc phòng